# Glandă

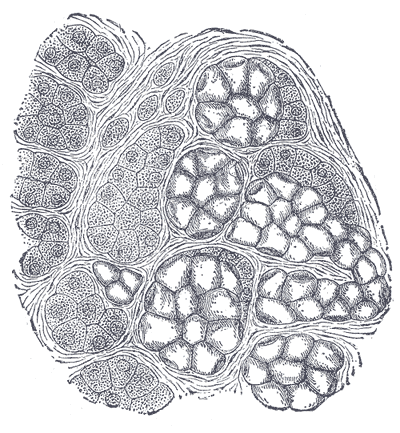
Glanda submaxilară umană. La dreapta este un grup de alveole mucoase, la stânga este un grup de alveole seroase.

O glandă este un organ situat în corpul unui animal, care sintetizează o substanță deosebită, pe care o poate trimite direct (glandă endocrină) în circuitul sanguin sub formă hormoni (și cei ce produc laptele matern) sau o eliberează sub formă de secreție exocrină (glandă exocrină) prin cavitățile din interiorul corpului sau de la suprafața acestuia.

## Tipuri de glande
În organism există două tipuri de glande, organe care produc secreții: glande cu secreție externă sau glande exocrine ale căror secreții nu se varsă în sânge (glanda lacrimală, salivară, glandele care secretă sucuri digestive etc.) și glande cu secreție internă sau glande endocrine, ale căror secreții numite hormoni se varsă în sânge. Hormonii au rolul de a regla buna funcționare a tuturor organelor din corp, care asigură creșterea, perpetuarea speciei, adaptarea la mediu etc. Unele glande endocrine sunt unice: hipofiza, tiroida, pancreasul. Alte glande endocrine sunt glande pereche: paratiroide, suprarenale, genitale (ovarele și testiculele). Glandele exocrine, adică cele cu secreție externă, aruncă substanța produsă în exterior fie direct (la suprafața pielii), fie indirect (în tubul digestiv, bronhii, căile genitale sau urinare). Ele sunt adesea dotate cu un canal excretor.
Glandele pot fi împărțite în 2 categorii: 
- Glandele endocrine - glandele care secretă produsul lor prin lamina bazală și nu dispun de un sistem de canale.
- Glandele exocrine - care secretă produsele lor printr-un canal sau direct la suprafața apicală, glande care pot fi clasificate la rândul lor în trei grupe:
  - Glandele apocrine - o parte din secreția corpului celulei se pierde în timpul secreției. Glandele apocrine sunt adesea invocate când se vorbește despre glandele sudoripare apocrine, cu toate că se consideră că glandele sudoripare apocrine nu pot fi adevăratele glande apocrine, deoarece ele nu folosesc metoda apocrină de secreție.
  - Glandele holocrine - întreaga celulă se dezintegrează cu scopul de a secreta substanțele sale (de exemplu glandele sebacee).
  - Glandele merocrine - celulele secretă substanțele proprii prin exocitoză (de exemplu glandele mucoase și seroase). De asemenea numite și "ecrine".

Produsul secretat de o glandă exocrină poate fi, de asemenea, inclus într-una din următoarele trei categorii:
- Glandele seroase - care secretă un produs apos, de multe ori bogat în proteine.
- Glandele mucoase - care secretă un produs vâscos, bogat in carbohidrați (de exemplu glicoproteine).
- Glandele sebacee - care secretă un produs de lipide. Aceste glande sunt cunoscute și sub numele de glande de ulei.

## Formarea
Fiecare glandă este formată dintr-o excrescență de pe suprafața epitelială. Această excrescență poate să aibă la început o structură tubulară, însă în alte cazuri, glandele se pot forma ca o coloană solidă de celule care ulterior devin tubulare. 
În timpul procesului de creștere, coloana de celule se poate divide sau poate să genereze ramificații, caz în care se formează o glandă compusă. La majoritatea glandelor numărul de ramificații este limitat, la altele însă (salivare, pancreas) se formează în final o structură foarte mare prin creștere repetată și prin sub-divizare. De regulă ramificațiile nu se unesc unele cu altele, însă într-un singur caz cum este ficatul, acest proces apare atunci când este produsă o glandă reticulată compusă. La glandele compuse se găsește mai frecvent un epiteliu tipic sau secretor, care formează partea terminală a fiecărei ramificații iar fragmentele de unire provenite dinspre canale sunt căptușite cu celule epiteliale mai puțin modificate. 
Glandele sunt clasificate în funcție de forma lor.
- În cazul în care glanda își păstrează forma ca un tub de-a lungul ei, este clasificată drept o glandă tubulară.
- În a doua clasificare importantă a glandelor, porțiunea secretoare este mai mare, iar lumenul crește în dimensiune în mod variabil. Aceste glande sunt denumite glande alveolare sau saculare.

## Glande specifice
Lista glandelor endocrine umane:
- Hipofiza;
- Tiroida;
- Timusul;
- Suprarenalele-care sunt în număr de două;
- Pancreasul;
- Paratiroidele-care sunt în număr de patru;
- Epifiza;
- Ovarele;
- Testiculele.

Lista glandelor exocrine umane:
- Glandele salivare;
- Glandele sudoripare;
- Glandele lacrimale;
- Glande sebacee.

## Imagini suplimentare

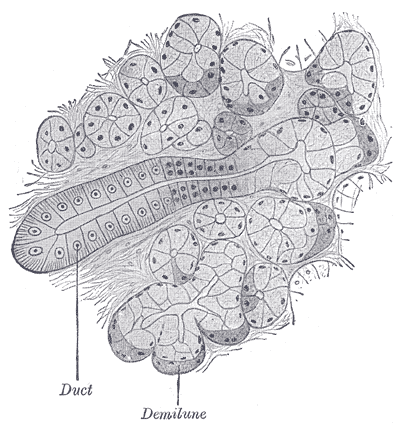
Secţiune a glandei submaxilare la pisoi. Canal semidiagramatic.
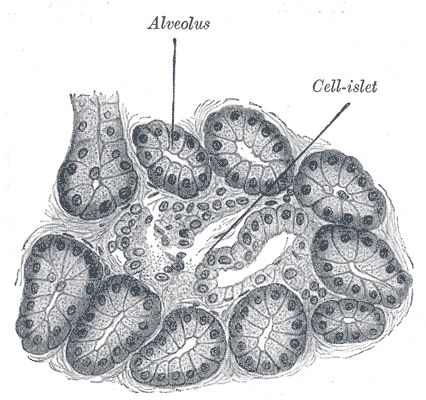
Secțiune a pancreasului la câine.
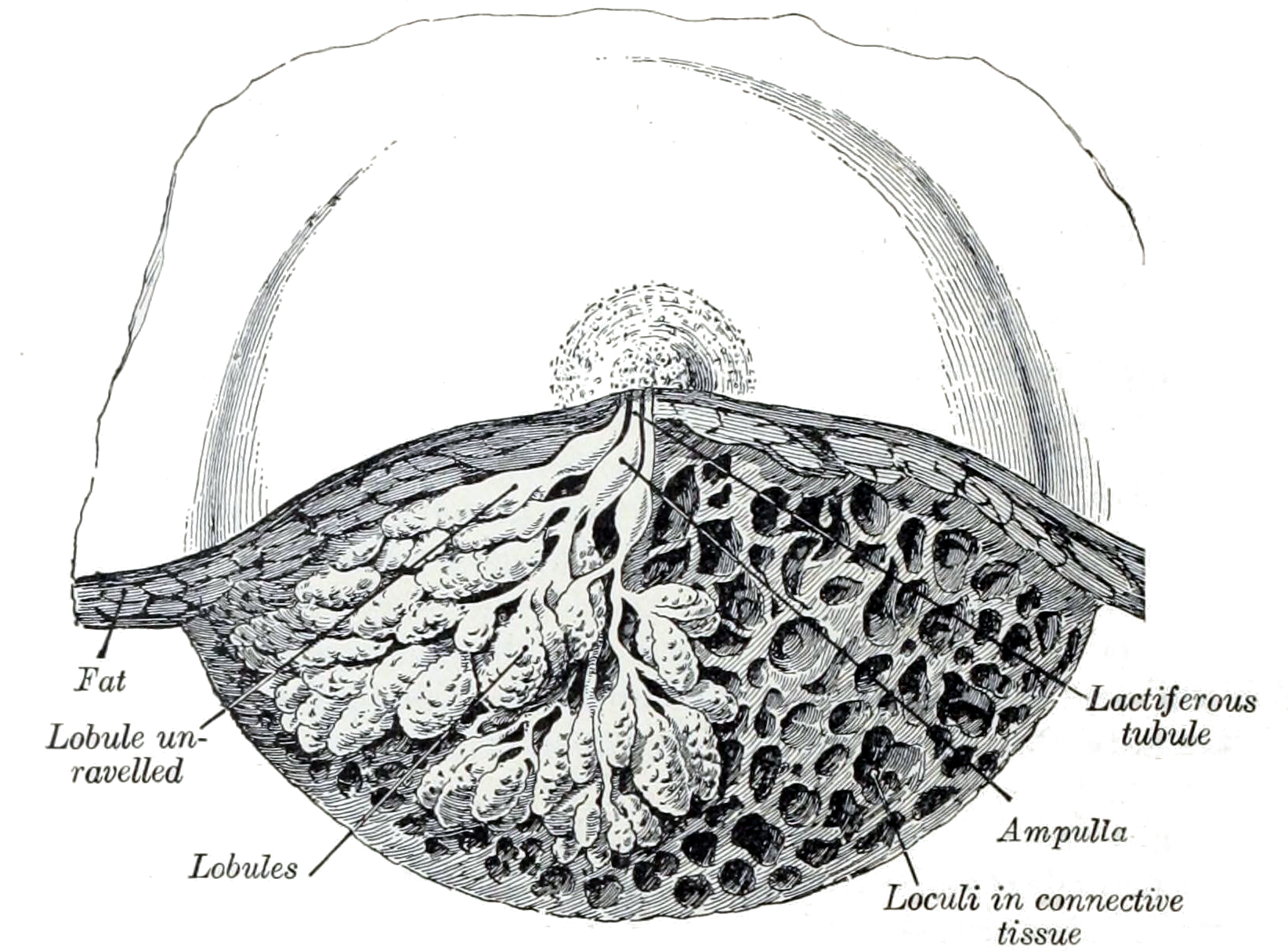
Disecție a unui unei glande mamare din perioada alăptării.
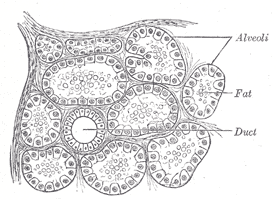
Secțiune a unei porțiuni din glanda mamară.